# Ploceus castaneiceps
Ploceus castaneiceps là một loài chim trong họ Ploceidae.
Loài chim này được tìm thấy ở Kenya và Tanzania.